# Réorganisation des corps d'infanterie français (1791)
Pour les articles homonymes, voir Réorganisation des corps d'infanterie français et Amalgame.
L'ordonnance royale du 1er janvier 1791 réorganise les corps d'infanterie de l'armée française en 101 régiments, dont 78 français, 12 allemands et irlandais et 11 régiments suisses.

## Historique
Avant 1791, on distinguait plusieurs corps d'infanterie :
- Les régiments royaux
- Les régiments des princes
- Les régiments de gentilshommes
- Les régiments du nom de provinces

Les régiments royaux
On appelait régiments royaux ceux du Roi, de la Reine, de la Couronne, Royal-Roussillon, Royal-Vaisseaux, etc.
Les régiments des princes
Les régiments des princes étaient ceux qui avait pour mestres de camp, ou colonels, des princes du sang. C'étaient les régiments d'Orléans, de Bourbon, de Condé, de Conti, etc.
Les régiments de gentilshommes
Les régiments de gentilshommes étaient ceux qui portaient les noms de leurs mestres de camp ou colonels. Parmi ceux-ci on peut citer les régiments de Turenne, de Vivonne de La Rochefoucauld, etc.
Les régiments du nom de provinces
Les régiments créé au nom des provinces comme régiments d'Auvergne, de Limousin, de Rouergue etc.

L'ordonnance du 1er janvier 1791 fait disparaître ces diverses dénominations, et les corps d'infanterie ne sont désormais plus désignés que par le numéro du rang qu'ils occupaient entre eux. Ainsi, 101 régiments sont renommés. Les régiments sont toutefois largement désignés avec le terme ci-devant, comme 42e régiment d'infanterie ci-devant Limousin.
Régiments d'infanterie de ligne
Quatre nouveaux régiments sont créés en 1791 :
- Les numéros 102, 103 et 104 créés par les décrets des 3 août 1791 et 29 janvier 1792 à partir d'une grande partie de la garde nationale soldée de Paris qui avait été elle-même presque entièrement composée d'hommes venant du régiment licencié des Gardes françaises[1]
- Le numéro 105 est également formé en 1791 par l'ancien régiment du Roi qui avait été licencié le 26 janvier de cette même année et qui portait initialement le numéro 12.

Six nouveaux régiments sont créés par décret du 11 juillet 1791 à partir des régiments coloniaux et qui prirent les numéros 106, 107, 108, 109, 110 et 111.
Bataillons d'infanterie légère
Quatre nouveaux régiments sont créés en 1791 :
- Les 13e et 14e bataillons  d'infanterie légère créés par le décret du 3 août 1791 à partir d'une grande partie de la garde nationale soldée de Paris qui avait été elle-même presque entièrement composée d'hommes venant du régiment licencié des Gardes françaises[1]

## Numéros d'ordre des régiments de ligne

### 1errégiment
Le 1er régiment est formé du régiment Colonel-Général créé en 1780.
Historique
Le 1er régiment d'infanterie fait la campagne de 1792 à l'armée de Belgique et participe à la bataille de Jemappes et celle de 1793 à l'armée de la Moselle.
Lors de la réorganisation des corps d'infanterie français en 1793 :
- le 1er bataillon est amalgamé dans la 1re demi-brigade de première formation
- le 2e bataillon est amalgamé dans la 2e demi-brigade de première formation

### 2erégiment
Le 2e régiment est formé du régiment de Picardie créé en 1557.
Historique
Le 2e régiment d'infanterie fait les campagnes de 1792 et 1793 à l'armée du Nord.
Lors de la réorganisation des corps d'infanterie français en 1793 :
- le 1er bataillon est amalgamé dans la 3e demi-brigade de première formation
- le 2e bataillon est amalgamé dans la 4e demi-brigade de première formation

### 3erégiment
Le 3e régiment est formé du régiment de Piémont créé en 1558.
Historique
Le 3e régiment d'infanterie fait les campagnes de 1792 et 1793 à l'armée du Rhin.
Lors de la réorganisation des corps d'infanterie français en 1793 :
- le 1er bataillon est amalgamé dans la 5e demi-brigade de première formation
- le 2e bataillon est amalgamé dans la 6e demi-brigade de première formation

### 4erégiment
Le 4e régiment est formé du régiment de Provence.
Historique
Le 4e régiment d'infanterie est embarqué, à Brest, pour Saint-Domingue en 1791, et participe aux batailles et combats de la Révolution haïtienne. Le 1er bataillon rentre en France en 1793 tandis que le 2e bataillon, composé de 380 hommes, disparaît complètement lors ces guerres.
Lors de la réorganisation des corps d'infanterie français en 1793 :
- le 1er bataillon qui devait former le noyau de la  7e demi-brigade de première formation n'a pas été amalgamé.
- Ayant totalement disparu à Saint-Domingue, le 2e bataillon qui devait former le noyau de la  8e demi-brigade de première formation n'a pas été amalgamé.

### 5erégiment
Le 5e régiment est formé du régiment de Navarre créé en 1558.
Historique
Le 5e régiment d'infanterie fait les campagnes de 1792 et 1793 aux armées du Nord et de la Moselle et celle de 1794 aux armées de Sambre-et-Meuse et de l'Ouest.
Lors de la réorganisation des corps d'infanterie français en 1793 :
- le 1er bataillon est amalgamé dans la 9e demi-brigade de première formation
- le 2e bataillon est amalgamé dans la 10e demi-brigade de première formation

### 6erégiment
Le 6e régiment est formé du régiment d'Armagnac créé en 1776 du dédoublement du régiment de Navarre.
Historique
Le 1er bataillon du 6e régiment d'infanterie fait la campagne de 1793 à l'armée du Nord et est fait prisonnier au Siège de Condé.

Le 2e bataillon fait les campagnes de 1793 et 1794 à l'armée des côtes de Cherbourg.
Lors de la réorganisation des corps d'infanterie français en 1793 :
- Ayant été fait prisonnier à Condé le 13 juillet 1793, le 1er bataillon qui devait former le noyau de la 11e demi-brigade de première formation n'a pas été amalgamé.
- le 2e bataillon est amalgamé dans la 12e demi-brigade de première formation

### 7erégiment
Le 7e régiment est formé du régiment de Champagne créé en 1558.
Historique
Le 7e régiment d'infanterie fait les campagnes de 1792, 1793 et 1794 à l'armée des Pyrénées Orientales.
Lors de la réorganisation des corps d'infanterie français en 1793 :
- le 1er bataillon est amalgamé dans la 13e demi-brigade de première formation
- le 2e bataillon est amalgamé dans la 14e demi-brigade de première formation

### 8erégiment
Le 8e régiment est formé du régiment d'Austrasie créé en 1776 dédoublement du régiment de Champagne.
Historique
Le 8e régiment d'infanterie fait les campagnes de 1792 et 1793 à l'armée des Ardennes et celle de 1794 aux armées de la Moselle et de l'Ouest.
Lors de la réorganisation des corps d'infanterie français en 1793 :
- le 1er bataillon qui devait former le noyau de la  15e demi-brigade de première formation n'a pas été amalgamé.
- le 2e bataillon qui devait former le noyau de la  16e demi-brigade de première formation n'a pas été amalgamé.

### 9erégiment
Le 9e régiment est formé du régiment de Normandie créé en 1616.
Historique
Le 9e régiment d'infanterie fait les campagnes de 1792 et 1793 à l'armée des côtes de Brest. Alors que le 1er bataillon reste en France, le 2e bataillon  embarque, en janvier 1791, à Brest pour Saint-Domingue et participer à stopper la Révolution haïtienne. En débarquant, ce bataillon ainsi que les 2e bataillons des 32e et 48e régiment d'infanterie se révoltèrent et allèrent rejoindre les soldats du régiment du Port-au-Prince qui s'étaient insurgés. 
Les 2e bataillons des 32e et 48e régiment d'infanterie furent supprimés tandis que le 2e bataillon du 9e et le régiment du Port-au-Prince furent embarqués fin mars et arrivèrent en juillet à l'île de Ré pour y être réorganisés. Finalement le 2e bataillon du 9e régiment fut réorganisé en décembre 1791 à Lorient.  
Lors de la réorganisation des corps d'infanterie français en 1793 :
- le 1er bataillon est amalgamé dans la 17e demi-brigade de première formation
- En raison de sa réorganisation, le 2e bataillon qui devait former le noyau de la  18e demi-brigade de première formation n'a pas été amalgamé.

### 10erégiment
Le 10e régiment est formé du régiment de Neustrie créé en 1776 dédoublement du régiment de Normandie.
Historique
Le 10e régiment d'infanterie fait les campagnes de 1792, 1793 et 1794 à l'armée des Alpes.
Lors de la réorganisation des corps d'infanterie français en 1793 :
- le 1er bataillon est amalgamé dans la 19e demi-brigade de première formation
- le 2e bataillon est amalgamé dans la 20e demi-brigade de première formation

### 11erégiment
Le 11e régiment est formé du régiment de La Marine créé en 1635.
Historique
Le 11e régiment d'infanterie fait les campagnes de 1792, 1793 et 1794 à l'armée d'Italie.
Lors de la réorganisation des corps d'infanterie français en 1793 :
- le 1er bataillon est amalgamé dans la 21e demi-brigade de première formation
- le 2e bataillon est amalgamé dans la 22e demi-brigade de première formation

### 12erégiment
Le 12e régiment est formé du régiment d'Auxerrois créé en 1776 dédoublement du régiment de La Marine.
Historique
Le 12e régiment d'infanterie fait les campagnes de 1792, 1793 et 1794 à l'armée du Nord. Le 2e bataillon faisait partie de la garnison du Quesnoy.
Lors de la réorganisation des corps d'infanterie français en 1793 :
- le 1er bataillon est amalgamé dans la 23e demi-brigade de première formation
- le 2e bataillon est amalgamé dans la 24e demi-brigade de première formation

### 13erégiment
Le 13e régiment est formé du régiment de Bourbonnais créé en 1672.
Historique
Le 13e régiment d'infanterie fait les campagnes de 1792, 1793 et 1794 à l'armée du Rhin.
Lors de la réorganisation des corps d'infanterie français en 1793 :
- le 1er bataillon est amalgamé dans la 25e demi-brigade de première formation
- le 2e bataillon est amalgamé dans la 26e demi-brigade de première formation

Personnalités
- Michel Girardot (1759-1800)

### 14erégiment
Le 14e régiment est formé du régiment de Forez créé en 1776 dédoublement du régiment de Bourbonnais.
Historique
Le 14e régiment d'infanterie fait les campagnes de 1792 et 1793 à l'armée des côtes de Brest et celle de 1794 à l'armée du Nord.
Lors de la réorganisation des corps d'infanterie français en 1793 :
- le 1er bataillon est amalgamé dans la 27e demi-brigade de première formation
- le 2e bataillon est amalgamé dans la 28e demi-brigade de première formation

### 15erégiment
Le 15e régiment est formé du régiment de Béarn créé en 1762.
Historique
Le 1er bataillon du 15e régiment d'infanterie fait les campagnes de 1792, 1793 et 1794 à l'armée du Nord.

Le 2e bataillon est envoyé, en 1791, à Saint Domingue et participe aux batailles et combats de la Révolution haïtienne ou il est décimé par les combats et la maladie.
Lors de la réorganisation des corps d'infanterie français en 1793 :
- le 1er bataillon est amalgamé dans la 29e demi-brigade de première formation
- Décimé à Saint Domingue, le 2e bataillon qui devait former le noyau de la  30e demi-brigade de première formation n'a pas été amalgamé.

### 16erégiment
Le 16e régiment est formé du régiment d'Agénois créé en 1776 dédoublement du régiment de Béarn.
Historique
Le 1er bataillon du 16e régiment d'infanterie fait les campagnes de 1792, 1793 et 1794 à l'armée du Nord.

Le 2e bataillon est envoyé à Saint Domingue et participe aux batailles et combats de la Révolution haïtienne.
Lors de la réorganisation des corps d'infanterie français en 1793 :
- le 1er bataillon est amalgamé dans la 31e demi-brigade de première formation
- Étant aux colonies, le 2e bataillon qui devait former le noyau de la  32e demi-brigade de première formation n'a pas été amalgamé.

### 17erégiment
Le 17e régiment est formé du régiment d'Auvergne créé en 1606.
Historique
Le 17e régiment d'infanterie fait les campagnes de 1792 et 1793 à l'armée du Nord et celle de 1794 à l'armée de la Moselle.
Lors de la réorganisation des corps d'infanterie français en 1793 :
- le 1er bataillon est amalgamé dans la 33e demi-brigade de première formation
- le 2e bataillon est amalgamé dans la 34e demi-brigade de première formation

### 18erégiment
Le 18e régiment est formé du régiment de Royal-Auvergne ci-devant Gâtinais créé en 1776 dédoublement du régiment d'Auvergne.
Historique
Le 18e régiment d'infanterie fait les campagnes de 1792, 1793 à l'armée du Nord et celle de 1794 à l'armée d'Italie.
Lors de la réorganisation des corps d'infanterie français en 1793 :
- le 1er bataillon est amalgamé dans la 35e demi-brigade de première formation
- le 2e bataillon est amalgamé dans la 36e demi-brigade de première formation

### 19erégiment
Le 19e régiment est formé du régiment de Flandre créé en 1597.
Historique
Le 1er bataillon est envoyé à Saint Domingue et participe aux batailles et combats de la Révolution haïtienne.
Le 2e bataillon du 19e régiment d'infanterie fait les campagnes de 1792, 1793 et 1794 à l'armée du Nord et combat à Jemappes.
Lors de la réorganisation des corps d'infanterie français en 1793 :
- Étant aux colonies, le 1er bataillon qui devait former le noyau de la  37e demi-brigade de première formation n'a pas été amalgamé.
- le 2e bataillon est amalgamé dans la 38e demi-brigade de première formation

### 20erégiment
Le 20e régiment est formé du régiment de Cambrésis créé en 1776 du dédoublement du régiment de Flandre.
Historique
Le 20e régiment d'infanterie fait les campagnes de 1792 et 1793 à l'armée des Pyrénées Orientales.
Lors de la réorganisation des corps d'infanterie français en 1793 :
- le 1er bataillon est amalgamé dans la 39e demi-brigade de première formation
- le 2e bataillon est amalgamé dans la 40e demi-brigade de première formation

### 21erégiment
Le 21e régiment est formé du régiment de Guyenne créé en 1610.
Historique
Le 21e régiment d'infanterie fait les campagnes de 1792, 1793 et 1794 à l'Armée du Rhin.
Lors de la réorganisation des corps d'infanterie français en 1793 :
- le 1er bataillon est amalgamé dans la 41e demi-brigade de première formation
- le 2e bataillon est amalgamé dans la 42e demi-brigade de première formation

### 22erégiment
Le 22e régiment est formé du régiment de Viennois créé en 1776 du dédoublement du régiment de Guyenne.
Historique
Le 22e régiment d'infanterie fait les campagnes de 1792, 1793 et 1794 à l'armée du Nord. Le régiment se fait remarquer le 22 vendémiaire an II (13 octobre 1793) à la bataille des Dunes près d'Alkmaer et à la bataille de Kastricum.
Lors de la réorganisation des corps d'infanterie français en 1793 :
- le 1er bataillon est amalgamé dans la 43e demi-brigade de première formation
- le 2e bataillon est amalgamé dans la 44e demi-brigade de première formation

### 23erégiment
Le 23e régiment est formé du régiment Royal créé en 1656.
Historique
Le 23e régiment d'infanterie fait les campagnes de 1792 et 1793 à l'armée des Alpes et celle de 1794 à l'armée d'Italie.
Lors de la réorganisation des corps d'infanterie français en 1793 :
- le 1er bataillon est amalgamé dans la 45e demi-brigade de première formation
- le 2e bataillon est amalgamé dans la 46e demi-brigade de première formation

### 24erégiment
Le 24e régiment est formé du régiment de Brie créé en 1775 du dédoublement du régiment Royal.
Historique
Le 24e régiment d'infanterie fait les campagnes de 1792 et 1793 aux armées du Nord et de la Moselle et celle  de 1794 à l'armée du Nord.
Lors de la réorganisation des corps d'infanterie français en 1793 :
- le 1er bataillon est amalgamé dans la 47e demi-brigade de première formation
- le 2e bataillon est amalgamé dans la 48e demi-brigade de première formation

### 25erégiment
Le 25e régiment est formé du régiment de Poitou créé en 1616.
Historique
Le 25e régiment d'infanterie fait les campagnes de 1792, 1793 et 1794 à l'armée du Nord.
Lors de la réorganisation des corps d'infanterie français en 1793 :
- le 1er bataillon est amalgamé dans la 49e demi-brigade de première formation
- le 2e bataillon est amalgamé dans la 50e demi-brigade de première formation

### 26erégiment
Le 26e régiment est formé du régiment de Bresse créé en 1775 du dédoublement du régiment de Poitou.
Historique
Le 26e régiment d'infanterie fait les campagnes de 1792 et 1793 en Corse et celle de 1794 à l'armée d'Italie.
Lors de la réorganisation des corps d'infanterie français en 1793 :
- le 1er bataillon est amalgamé dans la 51e demi-brigade de première formation
- le 2e bataillon est amalgamé dans la 52e demi-brigade de première formation

### 27erégiment
Le 27e régiment est formé du régiment de Lyonnais créé en 1616.
Historique
Le 27e régiment d'infanterie fait les campagnes de 1792 et 1793 à l'armée du Rhin et celle de 1794 à l'armée de Sambre-et-Meuse.
Lors de la réorganisation des corps d'infanterie français en 1793 :
- le 1er bataillon est amalgamé dans la 53e demi-brigade de première formation
- le 2e bataillon est amalgamé dans la 54e demi-brigade de première formation

### 28erégiment
Le 28e régiment est formé du régiment de Maine créé en 1775 du dédoublement du régiment de Lyonnais.
Historique
Le 28e régiment d'infanterie fait les campagnes de 1792, 1793 et 1794 à l'armée d'Italie.
Lors de la réorganisation des corps d'infanterie français en 1793 :
- le 1er bataillon est amalgamé dans la 55e demi-brigade de première formation
- le 2e bataillon est amalgamé dans la 56e demi-brigade de première formation

### 29erégiment
Le 29e régiment est formé du régiment du Dauphin créé en 1667.
Historique
Le 29e régiment d'infanterie fait les campagnes de 1792, 1793 et 1794  aux armées du Nord et de l'Ouest. Il participe à la bataille de Jemappes.
Lors de la réorganisation des corps d'infanterie français en 1793 :
- le 1er bataillon qui devait former le noyau de la  57e demi-brigade de première formation n'a pas été amalgamé.
- le 2e bataillon qui devait former le noyau de la  58e demi-brigade de première formation n'a pas été amalgamé.

### 30erégiment
Le 30e régiment est formé du régiment de Perche créé en 1775 du dédoublement du régiment du Dauphin.
Historique
Le 1er bataillon du 30e régiment d'infanterie fait les campagnes de 1792, 1793 et 1794 à l'armée de la Moselle.

Le 2e bataillon fait les campagnes de 1792 et 1793 à l'armée du Rhin et celle de 1794 à l'armée de la Moselle.
Lors de la réorganisation des corps d'infanterie français en 1793 :
- le 1er bataillon est amalgamé dans la 59e demi-brigade de première formation
- le 2e bataillon est amalgamé dans la 60e demi-brigade de première formation

### 31erégiment
Le 31e régiment est formé du régiment d'Aunis créé en 1621.
Historique
Le 31e régiment d'infanterie fait les campagnes de 1792 et 1793 à l'armée de l'Ouest et celle de 1794 à l'armée des côtes de Cherbourg. Le régiment se distingua particulièrement le 2 nivôse an II (22 décembre 1793) lors de la bataille de Savenay durant la guerre de Vendée.
Lors de la réorganisation des corps d'infanterie français en 1793 :
- le 1er bataillon est amalgamé dans la 61e demi-brigade de première formation
- le 2e bataillon qui devait former le noyau de la  62e demi-brigade de première formation n'a pas été amalgamé.

### 32erégiment
Le 32e régiment est formé du régiment de Bassigny créé en 1775 du dédoublement du régiment d'Aunis.
Historique
Le 1er bataillon du 32e régiment d'infanterie fait les campagnes de 1792 et 1793 à l'armée de la Vendée et celles de 1794, 1795 et 1796 à l'armée de l'Ouest et participe à la guerre de Vendée et se trouve au siège de Granville et aux batailles de Dol et du Mans.

Le 2e bataillon du 32e régiment d'infanterie embarqua à Brest pour passer à la Martinique. Il se distingua lors de la défense des Antilles contre les Anglais et se couvrit de gloire à Sainte-Lucie.  

Lors de la réorganisation des corps d'infanterie français en 1793 :
- le 1er bataillon est amalgamé dans la 61e demi-brigade de première formation
- Étant aux colonies, le 2e bataillon qui devait former le noyau de la  62e demi-brigade de première formation n'a pas été amalgamé.

### 33erégiment
Le 33e régiment est formé du régiment de Touraine créé en 1625.
Historique
Le 33e régiment d'infanterie fait les campagnes de 1792 et 1793 à l'armée du Rhin et celle de 1794 à l'armée de la Moselle.
Lors de la réorganisation des corps d'infanterie français en 1793 :
- le 1er bataillon est amalgamé dans la 65e demi-brigade de première formation
- le 2e bataillon est amalgamé dans la 66e demi-brigade de première formation

### 34erégiment
Le 34e régiment est formé du régiment d'Angoulême ci-devant Savoie-Carignan créé en 1775 du dédoublement du régiment de Touraine.
Historique
Le 1er bataillon du 34e régiment d'infanterie fait les campagnes de 1792, 1793 et 1794 à l'armée des côtes de Brest et celle de 1795 à l'armée de l'Ouest.

Le 2e bataillon fait les campagnes de 1792, 1793 et 1794 à l'armée du Nord et participe à la bataille de Jemappes.
Lors de la réorganisation des corps d'infanterie français en 1793 :
- le 1er bataillon est amalgamé dans la 67e demi-brigade de première formation
- le 2e bataillon est amalgamé dans la 68e demi-brigade de première formation

### 35erégiment
Le 35e régiment est formé du régiment d'Aquitaine créé en 1604.
Historique
Le 1er bataillon du 35e régiment d'infanterie fait les campagnes de 1792, 1793 et 1794 à l'armée des Pyrénées Orientales.

Le 2e bataillon fait les campagnes de 1792, 1793 et 1794 à l'armée d'Italie.
Lors de la réorganisation des corps d'infanterie français en 1793 :
- le 1er bataillon est amalgamé dans la 69e demi-brigade de première formation
- le 2e bataillon est amalgamé dans la 70e demi-brigade de première formation

### 36erégiment
Le 36e régiment est formé du régiment d'Anjou créé en 1775 du dédoublement du régiment d'Aquitaine.
Historique
Le 1er bataillon du 36e régiment d'infanterie fait les campagnes de 1792, 1793 et 1794 à l'armée des Pyrénées Orientales.

Le 2e bataillon fait les campagnes de 1792, 1793 et 1794 à l'armée d'Italie.
Lors de la réorganisation des corps d'infanterie français en 1793 :
- le 1er bataillon est amalgamé dans la 71e demi-brigade de première formation
- le 2e bataillon est amalgamé dans la 72e demi-brigade de première formation

### 37erégiment
Le 37e régiment est formé du régiment du Maréchal de Turenne créé en 1625.
Historique
Le 37e régiment d'infanterie fait les campagnes de 1792, 1793 et 1794 à l'armée du Rhin.
Lors de la réorganisation des corps d'infanterie français en 1793 :
- le 1er bataillon est amalgamé dans la 73e demi-brigade de première formation
- le 2e bataillon est amalgamé dans la 74e demi-brigade de première formation

### 38erégiment
Le 38e régiment est formé du régiment de Dauphiné créé en 1629.
Historique
Le 38e régiment d'infanterie fait les campagnes de 1792 et 1793 à l'armée des Ardennes et celle de 1794 à l'armée du Nord. Le 1er bataillon faisait partie de la garnison de Condé ou il est fait prisonnier.
Lors de la réorganisation des corps d'infanterie français en 1793 :
- le 1er bataillon est amalgamé dans la 75e demi-brigade de première formation
- le 2e bataillon est amalgamé dans la 76e demi-brigade de première formation

### 39erégiment
Le 39e régiment est formé du régiment d'Île-de-France créé en 1629.
Historique
Le 39e régiment d'infanterie fait les campagnes de 1792 à 1793 à l'armée des côtes de Brest.
En 1793 le 1er bataillon est envoyé combattre en Vendée. On le retrouve aux batailles de Granville, de Dol, du Mans et de Savenay.

Le 2e bataillon est quant à lui envoyé en Martinique
Lors de la réorganisation des corps d'infanterie français en 1793 :
- le 1er bataillon qui devait former le noyau de la  77e demi-brigade de première formation n'a pas été amalgamé.
- Alors aux colonies, le 2e bataillon qui devait former le noyau de la  78e demi-brigade de première formation n'a pas été amalgamé.

### 40erégiment
Le 40e régiment est formé du régiment de Soissonnais créé en 1598.
Historique
Le 1er bataillon du 6e régiment d'infanterie fait les campagnes de 1792 et 1793 à l'armée du Rhin et celles de 1794 à 1796 à l'armée de Rhin-et-Moselle.

Le 2e bataillon fait les campagnes de 1792, 1793 et 1794 à l'armée du Rhin.
Lors de la réorganisation des corps d'infanterie français en 1793 :
- le 1er bataillon est amalgamé dans la 79e demi-brigade de première formation
- le 2e bataillon est amalgamé dans la 80e demi-brigade de première formation

### 41erégiment
Le 41e régiment est formé du régiment de la Reine créé en 1661.
Historique
Le 41e régiment d'infanterie est embarqué pour Saint-Domingue en 1792, et participe aux batailles et combats de la Révolution haïtienne. Le 1er bataillon rentre en France en 1793 tandis que le 2e bataillon, disparaît complètement lors ces guerres.
Lors de la réorganisation des corps d'infanterie français en 1793 :
- Alors aux colonies, le 1er bataillon qui devait former le noyau de la  81e demi-brigade de première formation n'a pas été amalgamé.
- Alors aux colonies, le 2e bataillon qui devait former le noyau de la  82e demi-brigade de première formation n'a pas été amalgamé.

### 42erégiment
Le 42e régiment est formé du régiment de Limousin créé en 1635.
Historique
Le 42e régiment d'infanterie fait les campagnes de 1792, 1793 et 1794 à l'armée d'Italie avec laquelle il participe à l'expédition de Sardaigne puis à l'armée des Alpes.
Lors de la réorganisation des corps d'infanterie français en 1793 :
- le 1er bataillon est amalgamé dans la 83e demi-brigade de première formation
- le 2e bataillon est amalgamé dans la 84e demi-brigade de première formation

### 43erégiment
Le 43e régiment est formé du régiment Royal-des-Vaisseaux créé en 1638.
Historique
le 1er bataillon 43e régiment d'infanterie fait les campagnes de 1792, 1793 et 1794 à l'armée du Nord 

le 2e bataillon fait les campagnes de 1792, 1793 et 1794 à l'armée des Ardennes
Lors de la réorganisation des corps d'infanterie français en 1793 :
- le 1er bataillon est amalgamé dans la 85e demi-brigade de première formation
- le 2e bataillon est amalgamé dans la 86e demi-brigade de première formation

### 44erégiment
Le 44e régiment est formé du régiment d'Orléans créé en 1642.
Historique
le 1er bataillon 44e régiment d'infanterie fait les campagnes de 1792, 1793 et 1794 à l'armée de Sambre-et-Meuse 

le 2e bataillon fait les campagnes de 1792, 1793, 1794, 1795 et 1796 à l'armée de Sambre-et-Meuse.
Lors de la réorganisation des corps d'infanterie français en 1793 :
- le 1er bataillon est amalgamé dans la 87e demi-brigade de première formation
- le 2e bataillon qui devait former le noyau de la  88e demi-brigade de première formation n'a pas été amalgamé.

### 45erégiment
Le 45e régiment est formé du régiment de La Couronne créé en 1643.
Historique
Le 45e régiment d'infanterie fait les campagnes de 1792 et 1793 à l'armée du Nord  et celle de 1794 à l'armée de Sambre-et-Meuse.
Lors de la réorganisation des corps d'infanterie français en 1793 :
- le 1er bataillon est amalgamé dans la 89e demi-brigade de première formation
- le 2e bataillon est amalgamé dans la 90e demi-brigade de première formation

### 46erégiment
Le 46e régiment est formé du régiment de Bretagne créé en 1644.
Historique
Le 46e régiment d'infanterie fait les campagnes de 1792, 1793 et 1794 à l'armée du Rhin. Le 46e se distingue particulièrement le 22 juillet 1793, lors du siège de Landau.
Lors de la réorganisation des corps d'infanterie français en 1793 :
- le 1er bataillon est amalgamé dans la 91e demi-brigade de première formation
- le 2e bataillon est amalgamé dans la 92e demi-brigade de première formation

### 47erégiment
Le 47e régiment est formé du régiment de Lorraine créé en 1644.
Historique
Le 47e régiment d'infanterie fait les campagnes de 1792, 1793 et 1794 aux armées du Nord et de la Moselle. 
Lors de la réorganisation des corps d'infanterie français en 1793 :
- le 1er bataillon est amalgamé dans la 93e demi-brigade de première formation
- le 2e bataillon est amalgamé dans la 94e demi-brigade de première formation

### 48erégiment
Le 48e régiment est formé du régiment d'Artois créé en 1615.
Historique
Le 1er bataillon du 48e régiment d'infanterie fait les campagnes de 1792, 1793 et 1794 à l'armée du Rhin.

Le 2e bataillon embarque le 28 janvier 1791 pour Saint Domingue et participe aux batailles et combats de la Révolution haïtienne.
Lors de la réorganisation des corps d'infanterie français en 1793 :
- le 1er bataillon est amalgamé dans la 95e demi-brigade de première formation
- Étant aux colonies, le 2e bataillon qui devait former le noyau de la  96e demi-brigade de première formation n'a pas été amalgamé.

### 49erégiment
Le 49e régiment est formé du régiment de Vintimille ci-devant Berry créé en 1647.
Historique
Le 1er bataillon du 49e régiment d'infanterie fait les campagnes de 1792, 1793 et 1794 à l'armée du Nord et participe à la bataille de Jemappes.

Le 2e bataillon fait les campagnes de 1792, 1793 et 1794 également à l'armée du Nord puis celles de 1795 à 1796 à l'armée de Sambre-et-Meuse. 

Le 17 floréal an II (6 mai 1794) le régiment est affecté au camp de Merbes.  
Lors de la réorganisation des corps d'infanterie français en 1793 :
- le 1er bataillon est amalgamé dans la 97e demi-brigade de première formation
- le 2e bataillon qui devait former le noyau de la  98e demi-brigade de première formation n'a pas été amalgamé.

### 50erégiment
Le 50e régiment est formé du régiment de Hainaut créé en 1651.
Historique
Le 50e régiment d'infanterie fait les campagnes de 1793 et 1794 à l'armée d'Italie.

Il était présent à l'affaire de Nancy en 1790. 
Lors de la réorganisation des corps d'infanterie français en 1793 :
- le 1er bataillon est amalgamé dans la 99e demi-brigade de première formation
- le 2e bataillon est amalgamé dans la 100e demi-brigade de première formation

### 51erégiment
Le 51e régiment est formé du régiment de La Sarre créé en 1651.
Historique
Le 51e régiment d'infanterie fait les campagnes de 1792, 1793 et 1794 à l'armée d'Italie.

Lors de la réorganisation des corps d'infanterie français en 1793 :
- le 1er bataillon est amalgamé dans la 101e demi-brigade de première formation
- le 2e bataillon est amalgamé dans la 102e demi-brigade de première formation

### 52erégiment
Le 52e régiment est formé du régiment de La Fère créé en 1654.
Historique
Le 52e régiment d'infanterie fait les campagnes de 1792, 1793 et 1794 en Corse.
Lors de la réorganisation des corps d'infanterie français en 1793 :
- le 1er bataillon est amalgamé dans la 103e demi-brigade de première formation
- le 2e bataillon est amalgamé dans la 104e demi-brigade de première formation

### 53erégiment
Le 53e régiment est formé du régiment d'Alsace créé en 1655.
Historique
Le 1er bataillon 53e régiment d'infanterie fait les campagnes de 1792, 1793 et 1794 à l'armée des Pyrénées Orientales.

Le 2e bataillon embarque pour Cayenne le 1er juillet 1792.
Lors de la réorganisation des corps d'infanterie français en 1793 :
- le 1er bataillon est amalgamé dans la 105e demi-brigade de première formation
- Alors aux colonies, le 2e bataillon qui devait former le noyau de la  106e demi-brigade de première formation n'a pas été amalgamé.

### 54erégiment
Le 54e régiment est formé du régiment Royal-Roussillon créé en 1655.
Historique
Le 1er bataillon 55e régiment d'infanterie fait les campagnes de 1792, 1793 et 1794 à l'armée du Nord.

Le 2e bataillon fait les campagnes de 1792, 1793 et 1794 à l'armée de la Moselle
Lors de la réorganisation des corps d'infanterie français en 1793 :
- le 1er bataillon est amalgamé dans la 107e demi-brigade de première formation
- le 2e bataillon est amalgamé dans la 108e demi-brigade de première formation n'a pas été amalgamé.

### 55erégiment
Le 55e régiment est formé du régiment de Condé créé en 1635.
Historique
Le 55e régiment d'infanterie fait les campagnes de 1792, 1793 et 1794 aux armées de la Moselle et du Rhin. Il se couvre de gloire le 3 nivôse an II (23 décembre 1793) à la bataille de Wœrth en capturant 4 canons.
Lors de la réorganisation des corps d'infanterie français en 1793 :
- le 1er bataillon est amalgamé dans la 109e demi-brigade de première formation
- le 2e bataillon est amalgamé dans la 110e demi-brigade de première formation n'a pas été amalgamé.

### 56erégiment
Le 56e régiment est formé du régiment de Bourbon créé en 1644.
Historique
Le 1er bataillon  du 56e régiment d'infanterie fait les campagnes de 1792, 1793 et 1794 à l'armée du Nord. 

Le 2e bataillon fait les campagnes de 1792 et 1793 à l'armée du Rhin, celle de 1794 à l'armée du Nord et celle de 1795 à l'armée de Sambre-et-Meuse.
Lors de la réorganisation des corps d'infanterie français en 1793 :
- le 1er bataillon est amalgamé dans la 111e demi-brigade de première formation
- le 2e bataillon est amalgamé dans la 112e demi-brigade de première formation n'a pas été amalgamé.

### 57erégiment
Le 57e régiment est formé du régiment de Beauvoisis créé en 1667.
Historique
Le 57e régiment d'infanterie fait les campagnes de 1792 et 1793 à l'armée de l'Ouest et participe à la guerre de Vendée et celles de 1794 et 1795 à l'armée des Pyrénées Orientales. Ce régiment faisait partie de la garnison de Mayence en 1793.
Lors de la réorganisation des corps d'infanterie français en 1793 :
- le 1er bataillon est amalgamé dans la 113e demi-brigade de première formation
- le 2e bataillon est amalgamé dans la 114e demi-brigade de première formation n'a pas été amalgamé.

### 58erégiment
Le 58e régiment est formé du régiment de Rouergue créé en 1667.
Historique
Le 58e régiment d'infanterie fait les campagnes de 1792, 1793 et 1794 à l'armée de la Moselle.
Lors de la réorganisation des corps d'infanterie français en 1793 :
- le 1er bataillon qui devait former le noyau de la  115e demi-brigade de première formation n'a pas été amalgamé.
- le 2e bataillon est amalgamé dans la 116e demi-brigade de première formation n'a pas été amalgamé.

### 59erégiment
Le 59e régiment est formé du régiment de Bourgogne créé en 1668.
Historique
Le 59e régiment d'infanterie fait les campagnes de 1792, 1793 et 1794 à l'armée des Pyrénées Orientales.
Lors de la réorganisation des corps d'infanterie français en 1793 :
- le 1er bataillon est amalgamé dans la 117e demi-brigade de première formation
- le 2e bataillon est amalgamé dans la 118e demi-brigade de première formation n'a pas été amalgamé.

### 60erégiment
Le 60e régiment est formé du régiment Royal-Marine créé en 1669.
Historique
Le 1er bataillon du 60e régiment d'infanterie fait la campagne de 1794 à l'armée de l'Ouest.

Le 2e bataillon est embarqué à La Rochelle pour Saint-Domingue en 1792, et participe aux batailles et combats de la Révolution haïtienne jusqu'en 1794.
Lors de la réorganisation des corps d'infanterie français en 1793 :
- le 1er bataillon qui devait former le noyau de la  119e demi-brigade de première formation n'a pas été amalgamé.
- Alors aux colonies, le 2e bataillon qui devait former le noyau de la  120e demi-brigade de première formation n'a pas été amalgamé.

### 61erégiment
Le 61e régiment est formé du régiment de Vermandois créé en 1670.
Historique
Le 1er bataillon du 61e régiment d'infanterie fait les campagnes de 1792, 1793 et 1794 en Corse et en Italie.

Le 2e bataillon fait les campagnes de 1792, 1793 et 1794 à l'armée des Pyrénées-Orientales.
Lors de la réorganisation des corps d'infanterie français en 1793 :
- le 1er bataillon est amalgamé dans la 121e demi-brigade de première formation
- le 2e bataillon est amalgamé dans la 122e demi-brigade de première formation

### 62erégiment
Le 62e régiment est formé du régiment allemand de Salm-Salm créé en 1670.
Historique
Le 61e régiment d'infanterie fait les campagnes de 1792, 1793 et 1794 à l'armée du Nord.
Lors de la réorganisation des corps d'infanterie français en 1793 :
- le 1er bataillon est amalgamé dans la 123e demi-brigade de première formation
- le 2e bataillon est amalgamé dans la 124e demi-brigade de première formation

### 63erégiment
Le 63e régiment est formé du régiment suisse d'Ernest créé en 1672.
Historique
Le 63e régiment d'infanterie, comme tous les régiments suisses, est licencié le 20 août 1792.

### 64erégiment
Le 64e régiment est formé du régiment suisse de Salis-Samade créé en 1672.
Historique
Le 64e régiment d'infanterie, comme tous les régiments suisses, est licencié le 20 août 1792.

### 65erégiment
Le 65e régiment est formé du régiment suisse de Sonnenberg créé en 1672.
Historique
Le 65e régiment d'infanterie, comme tous les régiments suisses, est licencié le 20 août 1792.

### 66erégiment
Le 66e régiment est formé du régiment suisse de Castellas créé en 1672.
Historique
Le 66e régiment d'infanterie, comme tous les régiments suisses, est licencié le 20 août 1792.

### 67erégiment
Le 67e régiment est formé du régiment de Languedoc créé en 1672. 
Historique
Le 67e régiment d'infanterie fait les campagnes de 1792 et 1793 à l'armée du Rhin, celle de 1794 à l'armée du Nord et celles de 1795 et 1796 à l'armée de l'Ouest.
Lors de la réorganisation des corps d'infanterie français en 1793 :
- le 1er bataillon qui devait former le noyau de la  125e demi-brigade de première formation n'a pas été amalgamé.
- le 2e bataillon qui devait former le noyau de la  126e demi-brigade de première formation n'a pas été amalgamé[Note 1].

### 68erégiment
Le 68e régiment est formé du régiment de Beauce créé en 1673. 
Historique
Le 68e régiment d'infanterie fait les campagnes de 1792, 1793 et 1794 aux armées du Nord et de la Moselle. Ce régiment était au camp de Merles le 23 floréal an II (12 mai 1794).
Lors de la réorganisation des corps d'infanterie français en 1793 :
- le 1er bataillon est amalgamé dans la 127e demi-brigade de première formation
- le 2e bataillon est amalgamé dans la 128e demi-brigade de première formation

### 69erégiment
Le 69e régiment est formé du régiment suisse de Vigier créé en 1674.
Historique
Le 69e régiment d'infanterie, comme tous les régiments suisses, est licencié le 20 août 1792.

### 70erégiment
Le 70e régiment est formé du régiment de Médoc créé en 1674. 
Historique
Le 1er bataillon du 70e régiment d'infanterie fait les campagnes de 1792 et 1793 à l'armée d'Italie.

Le 2e bataillon fait les campagnes de 1792 à 1795 à l'armée des Pyrénées Orientales
Lors de la réorganisation des corps d'infanterie français en 1793 :
- le 1er bataillon est amalgamé dans la 129e demi-brigade de première formation
- le 2e bataillon est amalgamé dans la 130e demi-brigade de première formation

### 71erégiment
Le 71e régiment est formé du régiment de Vivarais créé en 1674. 
Historique
Le 1er bataillon du 71e régiment d'infanterie fait les campagnes de 1792, 1793 et 1794 à l'armée du Nord et participe à la bataille de Jemappes.

Le 2e bataillon fait les campagnes de 1792, 1793 et 1794 à l'armée de la Moselle
Lors de la réorganisation des corps d'infanterie français en 1793 :
- le 1er bataillon est amalgamé dans la 131e demi-brigade de première formation
- le 2e bataillon est amalgamé dans la 132e demi-brigade de première formation

### 72erégiment
Le 72e régiment est formé du régiment de Vexin créé en 1674. 
Historique
Le 2e bataillon participe à la bataille de Jemappes.
Le 72e régiment d'infanterie fait les campagnes de 1792 et 1793 à l'armée de l'Ouest et celle de 1794 à l'armée des Pyrénées Orientales.
Lors de la réorganisation des corps d'infanterie français en 1793 :
- le 1er bataillon qui devait former le noyau de la 133e demi-brigade de première formation n'a pas été amalgamé.
- le 2e bataillon est amalgamé dans la 134e demi-brigade de première formation

### 73erégiment
Le 73e régiment est formé du régiment Royal-Comtois créé en 1674. 
Historique
Le 1er bataillon du 73e régiment d'infanterie fait la campagne de 1792 à l'armée des Ardennes, celle de 1793 aux armées de l'Intérieur et de l'Ouest ou il est engagé en Vendée. On le retrouve aux batailles du Mans et de Savenay. Il reste ensuite en Bretagne jusqu'en 1796.

Le 2e bataillon est embarqué pour Saint-Domingue en 1792, et participe aux batailles et combats de la Révolution haïtienne et disparaît complètement lors ces guerres.
Lors de la réorganisation des corps d'infanterie français en 1793 :
- le 1er bataillon qui devait former le noyau de la 135e demi-brigade de première formation n'a pas été amalgamé.
- Alors aux colonies, le 2e bataillon qui devait former le noyau de la 136e demi-brigade de première formation n'a pas été amalgamé.

### 74erégiment
Le 74e régiment est formé du régiment de Beaujolais créé en 1674. 
Historique
Le 1er bataillon du 74e régiment d'infanterie fait les campagnes de 1792 et 1793 à l'armée du Nord et celle de 1794 à l'armée de l'Ouest participe à la guerre de Vendée ou il est à la pointe des colonnes infernales.

Le 2e bataillon fait les campagnes de 1792, 1793 et 1794 à l'armée du Nord.
Lors de la réorganisation des corps d'infanterie français en 1793 :
- le 1er bataillon qui devait former le noyau de la  137e demi-brigade de première formation n'a pas été amalgamé.
- le 2e bataillon est amalgamé dans la 138e demi-brigade de première formation

### 75erégiment
Le 75e régiment est formé du régiment de Monsieur créé en 1674.
Historique
Le 75e régiment d'infanterie fait les campagnes de 1792 et 1793 à l'armée du Rhin et celle de 1794 à l'armée de Rhin-et-Moselle .
Lors de la réorganisation des corps d'infanterie français en 1793 :
- le 1er bataillon est amalgamé dans la 139e demi-brigade de première formation
- le 2e bataillon est amalgamé dans la 140e demi-brigade de première formation

### 76erégiment
Le 76e régiment est formé du régiment suisse de Lullin de Châteauvieux créé en 1677.
Historique
Le 76e régiment d'infanterie, comme tous les régiments suisses, est licencié le 20 août 1792.

### 77erégiment
Le 77e régiment est formé du régiment de La Marck créé en 1680. 
Historique
Le 1er bataillon du 77e régiment d'infanterie fait les campagnes de 1792, 1793 et 1794 à l'armée de l'Ouest.

Le 2e bataillon embarque, en août 1792, pour Saint-Domingue et rentre en France en 1793. Il fait les campagnes de 1794 et 1795 à l'armée de l'Ouest
Lors de la réorganisation des corps d'infanterie français en 1793 :
- le 1er bataillon est amalgamé dans la 141e demi-brigade de première formation
- le 2e bataillon est amalgamé dans la 142e demi-brigade de première formation

### 78erégiment
Le 78e régiment est formé du régiment de Penthièvre créé en 1684. 
Historique
Le 78e régiment d'infanterie fait les campagnes de 1792, 1793 et 1794 à l'armée du Nord et celle de 1795 à l'armée de l'Ouest.

Le 2e bataillon est engagé dans la bataille de Jemappes.
Lors de la réorganisation des corps d'infanterie français en 1793 :
- le 1er bataillon est amalgamé dans la 143e demi-brigade de première formation
- le 2e bataillon est amalgamé dans la 144e demi-brigade de première formation

### 79erégiment
Le 79e régiment est formé du régiment de Boulonnais créé en 1684. 
Historique
Les 2 bataillons du 79e régiment d'infanterie font la campagne de 1792 à l'armée des Alpes.

Le 1er bataillon fait les campagnes 1793, 1794 et 1795 à l'armée des Pyrénées Orientales.

Le 2e bataillon reste à l'armée des Alpes durant les campagnes de 1793, 1794 et 1795 et se distingue à la prise du Petit Saint-Bernard le 9 floréal an II (28 avril 1794) .
Lors de la réorganisation des corps d'infanterie français en 1793 :
- le 1er bataillon est amalgamé dans la 145e demi-brigade de première formation
- le 2e bataillon est amalgamé dans la 146e demi-brigade de première formation

### 80erégiment
Le 80e régiment est formé du régiment d'Angoumois créé en 1684. 
Historique
Les 2 bataillons du 80e régiment d'infanterie font les campagnes de 1792 et 1793 à l'armée des Pyrénées Occidentales.

Le 1er bataillon reste à l'armée des Pyrénées Occidentales durant les campagnes de 1794 et 1795.

Le 2e bataillon est amalgamé le 29 novembre 1793.
Lors de la réorganisation des corps d'infanterie français en 1793 :
- le 1er bataillon est amalgamé dans la 147e demi-brigade de première formation
- le 2e bataillon est amalgamé dans la 148e demi-brigade de première formation

### 81erégiment
Le 81e régiment est formé du régiment de Conti créé en 1684. 
Historique
Le 81e régiment d'infanterie fait les campagnes de 1792 et 1793 à l'armée du Nord et celle de 1794 à l'armée de la Moselle. Le 1er bataillon combat à Valmy tandis que le 2e bataillon participe à la première conquête de la Belgique.
Lors de la réorganisation des corps d'infanterie français en 1793 :
- le 1er bataillon est amalgamé dans la 149e demi-brigade de première formation
- le 2e bataillon est amalgamé dans la 150e demi-brigade de première formation

### 82erégiment
Le 82e régiment est formé du régiment de Saintonge créé en 1684. 
Historique
Les 2 bataillons du 82e régiment d'infanterie font la campagne de 1792 à l'armée du Rhin.

Le 1er bataillon fait la campagne de 1793 à l'armée du Rhin. Après la capitulation de Mayence, le bataillon est envoyé en Vendée ou il reste jusqu'en 1796.

Le 2e bataillon reste à l'armée du Rhin durant les campagnes de 1793 et 1794.
Lors de la réorganisation des corps d'infanterie français en 1793 :
- le 1er bataillon qui devait former le noyau de la 151e demi-brigade de première formation n'a pas été amalgamé.
- le 2e bataillon est amalgamé dans la 152e demi-brigade de première formation

### 83erégiment
Le 83e régiment est formé du régiment de Foix créé en 1684. 
Historique
Les 2 bataillons du 83e régiment d'infanterie font la campagne de 1792 à l'armée du Nord.

Le 1er bataillon reste à l'armée du Nord durant la campagne de 1793 puis il combat en Vendée dans l'armée de l'Ouest durant les campagnes de 1793 à 1796.

Le 2e bataillon participe à bataille de Jemappes puis fait les campagnes de 1793, 1794 et 1795 à l'armée du Rhin.
Lors de la réorganisation des corps d'infanterie français en 1793 :
- le 1er bataillon qui devait former le noyau de la 153e demi-brigade de première formation n'a pas été amalgamé.
- le 2e bataillon est amalgamé dans la 154e demi-brigade de première formation

### 84erégiment
Le 84e régiment est formé du régiment de Rohan créé en 1684. 
Historique
Le 1er bataillon du 84e régiment d'infanterie fait la campagne de 1792 à l'armée du Nord, celles de 1793 à 1796 à l'armée de l'Ouest, participe à la guerre de Vendée et se distingue à la bataille de Fontenay.

Le 2e bataillon est embarqué, à Brest, pour Saint-Domingue en décembre 1790, mais il ne débarqua pas et était de retour aux Sables d'Olonne le 18 août 1791. Le 14 juillet 1792, il est embarqué à La Rochelle de nouveau pour Saint-Domingue et participe aux batailles et combats de la Révolution haïtienne
Lors de la réorganisation des corps d'infanterie français en 1793 :
- le 1er bataillon qui devait former le noyau de la 155e demi-brigade de première formation n'a pas été amalgamé.
- Ayant totalement disparu à Saint-Domingue, le 2e bataillon qui devait former le noyau de la  156e demi-brigade de première formation n'a pas été amalgamé.

### 85erégiment
Le 85e régiment est formé du régiment suisse de Diesbach créé en 1689.
Historique
Le 85e régiment d'infanterie, comme tous les régiments suisses, est licencié le 20 août 1792.
Personnalités
- François Dominique Perrier

### 86erégiment
Le 86e régiment est formé du régiment suisse de Courten créé en 1689.
Historique
Le 86e régiment d'infanterie, comme tous les régiments suisses, est licencié le 20 août 1792.

### 87erégiment
Le 87e régiment est formé du régiment irlandais de Dillon créé en 1690.
Historique
Le 1er bataillon du 87e régiment d'infanterie fait les campagnes de 1792, 1793 et 1794 à l'armée de l'Ouest et combat en Vendée.
Le 2e bataillon est embarqué pour les Antilles en janvier 1792 et disparait lors de la reddition de la Martinique.
Lors de la réorganisation des corps d'infanterie français en 1793 :
- le 1er bataillon est amalgamé dans la 157e demi-brigade de première formation
- Alors aux colonies, le 2e bataillon qui devait former le noyau de la  158e demi-brigade de première formation n'a pas été amalgamé.

### 88erégiment
Le 88e régiment est formé du régiment irlandais de Berwick créé en 1690.
Historique
Le 1er bataillon du 88e régiment d'infanterie fait les campagnes de 1792 et 1793 à l'armée du Rhin et celle de 1794 à l'armée de Rhin-et-Moselle.

Le 2e bataillon embarque, en novembre 1791, à Lorient pour Saint-Domingue et participe aux batailles et combats de la Révolution haïtienne. 
Lors de la réorganisation des corps d'infanterie français en 1793 :
- le 1er bataillon est amalgamé dans la 159e demi-brigade de première formation
- Ayant totalement disparu à Saint-Domingue, le 2e bataillon qui devait former le noyau de la  160e demi-brigade de première formation n'a pas été amalgamé.

### 89erégiment
Le 89e régiment est formé du régiment allemand Royal-Suédois créé en 1690.
Historique
Le 1er bataillon du 89e régiment d'infanterie fait les campagnes de 1792 et 1793 à l'armée de la Moselle et celle de 1794 à l'armée du Nord.

Le 2e bataillon fait les campagnes de 1792 et 1793 à l'armée du Nord et celle de 1794 à l'armée de Sambre-et-Meuse
Lors de la réorganisation des corps d'infanterie français en 1793 :
- le 1er bataillon est amalgamé dans la 161e demi-brigade de première formation
- le 2e bataillon est amalgamé dans la 162e demi-brigade de première formation

### 90erégiment
Le 90e régiment est formé du régiment de Chartres créé en 1691.
Historique
Le 90e régiment d'infanterie fait les campagnes de 1792, 1793 et 1794 à l'armée du Nord.
Lors de la réorganisation des corps d'infanterie français en 1793 :
- le 1er bataillon est amalgamé dans la 163e demi-brigade de première formation
- le 2e bataillon est amalgamé dans la 164e demi-brigade de première formation

### 91erégiment
Le 91e régiment est formé du régiment de Barrois créé en 1692.
Historique
Le 91e régiment d'infanterie fait les campagnes de 1792, 1793 et 1794 à l'armée d'Italie.
Lors de la réorganisation des corps d'infanterie français en 1793 :
- le 1er bataillon est amalgamé dans la 165e demi-brigade de première formation
- le 2e bataillon est amalgamé dans la 166e demi-brigade de première formation

### 92erégiment
Le 92e régiment est formé du régiment irlandais de Walsh créé en 1692.
Historique
Le 1er bataillon du 92e régiment d'infanterie fait les campagnes de 1792, 1793 et 1794 à l'armée des côtes de Brest et celles de 1795 et 1796 à l'armée de l'Ouest.

Le 2e bataillon embarque à Lorient, en novembre 1791, pour Saint-Domingue et participe aux batailles et combats de la Révolution haïtienne en 1792 et 1793. Il retourne en France en 1794 et fait les campagnes de 1795 et 1796 à l'armée des côtes de l'Océan.
Lors de la réorganisation des corps d'infanterie français en 1793 :
- le 1er bataillon qui devait former le noyau de la  167e demi-brigade de première formation n'a pas été amalgamé.
- Alors aux colonies, le 2e bataillon qui devait former le noyau de la  168e demi-brigade de première formation n'a pas été amalgamé.

### 93erégiment
Le 93e régiment est formé du régiment d'Enghien créé en 1706.
Historique
Le 93e régiment d'infanterie fait les campagnes de 1792 et 1793 à l'armée du Rhin et celle de 1794 à l'armée de la Moselle.

Lors de la réorganisation des corps d'infanterie français en 1793 :
- le 1er bataillon est amalgamé dans la 169e demi-brigade de première formation
- le 2e bataillon est amalgamé dans la 170e demi-brigade de première formation

### 94erégiment
Le 94e régiment est formé du régiment Royal-Hesse-Darmstadt créé en 1709.
Historique
Le 1er bataillon du 94e régiment d'infanterie fait les campagnes de 1792 et 1793 aux armées du Nord et du Centre et celles de 1794 et 1795 à l'armée de l'Ouest et combattit à Jemappes et en Vendée. 

Le 2e bataillon fait les campagnes de 1792, 1793 et 1794 aux armées du Nord, des Ardennes et de Sambre-et-Meuse
Lors de la réorganisation des corps d'infanterie français en 1793 :
- le 1er bataillon est amalgamé dans la 171e demi-brigade de première formation
- le 2e bataillon est amalgamé dans la 172e demi-brigade de première formation

### 95erégiment
Le 95e régiment est formé du régiment suisse de Salis-Marschlins créé en 1734.
Historique
Le 95e régiment d'infanterie, comme tous les régiments suisses, est licencié le 20 août 1792.

### 96erégiment
Le 96e régiment est formé du régiment allemand de Nassau créé en 1745.
Historique
Le 1er bataillon 96e régiment d'infanterie fait les campagnes de 1792, 1793 et 1794 aux armées du Centre et de la Moselle.

Le 2e bataillon fait les campagnes de 1792 et 1793 à l'armée des Vosges et celle de 1794 armées du Nord, des Ardennes et de Sambre-et-Meuse
Lors de la réorganisation des corps d'infanterie français en 1793 :
- le 1er bataillon est amalgamé dans la 173e demi-brigade de première formation
- le 2e bataillon est amalgamé dans la 174e demi-brigade de première formation

### 97erégiment
Le 97e régiment est formé du régiment suisse de Stener créé en 1752.
Historique
Le 97e régiment d'infanterie, comme tous les régiments suisses, est licencié le 20 août 1792.

### 98erégiment
Le 98e régiment est formé du régiment de Bouillon créé en 1757.
Historique
Les 2 bataillons du 98e régiment d'infanterie font la campagne de 1792 à l'armée du Centre, et se trouvent à la bataille de Valmy.

Le 1er bataillon 98e régiment d'infanterie fait les campagnes de 1793 et 1794 aux armées du Nord et de Sambre-et-Meuse et combat à Jemappes. 

Le 2e bataillon fait les campagnes de 1793 et 1794 aux armées des Ardennes et du Nord.
Lors de la réorganisation des corps d'infanterie français en 1793 :
- le 1er bataillon est amalgamé dans la 175e demi-brigade de première formation
- le 2e bataillon est amalgamé dans la 176e demi-brigade de première formation

### 99erégiment
Le 99e régiment est formé du régiment Royal-Deux-Ponts créé en 1757.
Historique
Le 99e régiment d'infanterie  participe à la bataille de Jemappes et fait la campagne de 1793 à l'armée de la Moselle, celles de 1794, 1795 et 1796 aux armées de Sambre-et-Meuse et de Rhin-et-Moselle. 
Lors de la réorganisation des corps d'infanterie français en 1793 :
- le 1er bataillon est amalgamé dans la 177e demi-brigade de première formation
- le 2e bataillon est amalgamé dans la 178e demi-brigade de première formation

### 100erégiment
Le 100e régiment est formé du régiment suisse de Reinach créé en 1758.
Historique
Le 100e régiment d'infanterie, comme tous les régiments suisses, est licencié le 20 août 1792.

### 101erégiment
Le 101e régiment est formé du Régiment Royal-Liégeois créé en 1787.
Historique
Le 101e régiment d'infanterie, fait une partie de la campagne de 1792 à l'armée des Alpes avant que la majeure partie du régiment émigre en juillet 1792. Par décret du 9 septembre 1792 de l'assemblée Nationale le régiment est licencié.

### 102erégiment
Le 102e régiment est créé par décrets des 3 août 1791 et 29 janvier 1792 à partir d'une grande partie de la garde nationale soldée de Paris qui avait été elle-même presque entièrement composée d'hommes venant du régiment licencié des Gardes françaises
Historique
Le 102e régiment d'infanterie, fait les campagnes de 1792 et 1793 à l'armée du Nord et celle de 1794 à l'armée de la Moselle. Le 9 brumaire an II (30 octobre 1793) le 1er bataillon est fait prisonnier à Marchiennes puis échangé en ventôse an II (mars 1794),
Lors de la réorganisation des corps d'infanterie français en 1793 :
- le 1er bataillon est amalgamé dans la 179e demi-brigade de première formation
- le 2e bataillon est amalgamé dans la 180e demi-brigade de première formation

### 103erégiment
Le 103e régiment est créé par décrets des 3 août 1791 et 29 janvier 1792 à partir d'une grande partie de la garde nationale soldée de Paris qui avait été elle-même presque entièrement composée d'hommes venant du régiment licencié des Gardes françaises
Historique
Le 103e régiment d'infanterie, fait les campagnes de 1792, 1793 et 1794 à l'armée de la Moselle. 
Lors de la réorganisation des corps d'infanterie français en 1793 :
- le 1er bataillon est amalgamé dans la 181e demi-brigade de première formation
- le 2e bataillon est amalgamé dans la 182e demi-brigade de première formation

### 104erégiment
Le 104e régiment est créé par décrets des 3 août 1791 et 29 janvier 1792 à partir d'une grande partie de la garde nationale soldée de Paris qui avait été elle-même presque entièrement composée d'hommes venant du régiment licencié des Gardes françaises
Historique
Le 104e régiment d'infanterie, fait les campagnes de 1792 et 1793 à l'armée du Nord et celle de 1794  aux armées du Nord et de l'Ouest. 

Le 2e bataillon combat à Jemappes
Lors de la réorganisation des corps d'infanterie français en 1793 :
- le 1er bataillon est amalgamé dans la 183e demi-brigade de première formation
- le 2e bataillon est amalgamé dans la 184e demi-brigade de première formation

### 105erégiment
Le 105e régiment est formé le 26 janvier 1791 des militaires du régiment du Roi, créé en 1663  et qui avait été licencié le 12 décembre 1790, et qui voulait continuer à servir.
Historique
Le 1er bataillon du 105e régiment d'infanterie, fait les campagnes de 1792 et 1793 à l'armée de la Moselle et celle de 1794 à l'armée du Rhin.

Le 2e bataillon  fait les campagnes de 1792, 1793 et 1794 à l'armée du Rhin. 
Lors de la réorganisation des corps d'infanterie français en 1793 :
- le 1er bataillon est amalgamé dans la 185e demi-brigade de première formation
- le 2e bataillon est amalgamé dans la 186e demi-brigade de première formation

### 106erégiment
Le 106e régiment est formé du régiment colonial du Cap.
Historique
Le 106e régiment d'infanterie, fait les campagnes de 1791 et 1793 à Saint-Domingue. Envoyé en France début 1794, il débarque au Havre et fait les campagnes de 1794, 1795 et 1796 en Bretagne, à l'armée de l'Ouest ou il participe à pacifier la région.
Lors de la réorganisation des corps d'infanterie français en 1793 :
- Alors aux colonies, le 1er bataillon qui devait former le noyau de la  187e demi-brigade de première formation n'a pas été amalgamé.
- Alors aux colonies, le 2e bataillon qui devait former le noyau de la  188e demi-brigade de première formation n'a pas été amalgamé.

### 107erégiment
Le 107e régiment est formé du régiment colonial de Pondichéry.
Historique
Le 107e régiment d'infanterie, fait les campagnes de 1791 et 1793 en Inde française. 

Le 2e bataillon assiégé dans Pondichéry en juin 1793 par l'armée anglaise forte de 5 000 soldats européens et 17 000 Cipayes, les 570 hommes du bataillon se rendent le 31 août, après 41 jours de siège et sont faits prisonniers de guerre.
Lors de la réorganisation des corps d'infanterie français en 1793 :
- Alors aux colonies, le 1er bataillon qui devait former le noyau de la  189e demi-brigade de première formation n'a pas été amalgamé.
- Alors aux colonies et prisonnier de guerre, le 2e bataillon qui devait former le noyau de la  190e demi-brigade de première formation n'a pas été amalgamé.

### 108erégiment
Le 108e régiment est formé du régiment colonial de l'Île-de-France.
Historique
Le 108e régiment d'infanterie, réussit à repousser  durant les guerres de la Révolution et de l'Empire les tentatives de débarquement anglais sur les îles de France et de Bourbon.
Lors de la réorganisation des corps d'infanterie français en 1793 :
- Alors aux colonies, le 1er bataillon qui devait former le noyau de la  191e demi-brigade de première formation n'a pas été amalgamé.
- Alors aux colonies, le 2e bataillon qui devait former le noyau de la  192e demi-brigade de première formation n'a pas été amalgamé.

### 109erégiment
Le 109e régiment est formé des régiments coloniaux de la Martinique et de la Guadeloupe.
Historique
En septembre 1790, 2 compagnies en garnison dans le fort de Bourbon, au-dessus de Fort-de-France, s'insurgent et s'enferment dans le fort. Ils sont assiégés par le reste du régiment bientôt renforcé par le régiment de la Guadeloupe qui entra lui aussi en rébellion. Contraint de se rendre après l'envoi des 2e bataillons des 25e, 31e, 34e et 58e régiment d'infanterie les 2 régiments sont renvoyés en France ou ils débarquent en juillet 1791. En mai 1792, les 2 régiments sont réunis pour former le 109e régiment d'infanterie de ligne. 

Le 109e régiment d'infanterie fait les campagnes de 1792, 1793 et 1794 aux armées de l'Ouest, de la Moselle et du Rhin.
Lors de la réorganisation des corps d'infanterie français en 1793 :
- le 1er bataillon est amalgamé dans la 193e demi-brigade de première formation
- le 2e bataillon est amalgamé dans la 194e demi-brigade de première formation

### 110erégiment
Le 110e régiment est formé du régiment colonial du Port-au-Prince.
Historique
En mars 1791, une partie du régiment du Port-au-Prince entra en rébellion. Une fois la discipline rétablie, le régiment est renvoyé en France ou il débarque en juillet 1791, une moitié à l'île de Ré et l'autre moitié à Carhaix. 

Le 1er bataillon 110e régiment d'infanterie reste en garnison à Brest jusqu'au 8 janvier 1796 ou il est incorporé à la 33e demi-brigade de deuxième formation.

Le 2e bataillon fait les campagnes de 1792, 1793 et 1794 à l'armée de l'Ouest et participe à la guerre contre les Chouans.
Lors de la réorganisation des corps d'infanterie français en 1793 :
- le 1er bataillon qui devait former le noyau de la  195e demi-brigade de première formation n'a pas été amalgamé.
- le 2e bataillon est amalgamé dans la 196e demi-brigade de première formation

### 111erégiment
Le 111e régiment est formé du bataillon colonial de l'Île-de-Bourbon, des  bataillons d'Afrique et de la Guyane.
Historique
Au début de la Révolution française, ce régiment ne comptait qu'un seul bataillon.

Le décret du 5 mai 1792, réunit ce bataillon à celui d'Afrique, créé le 21 janvier 1775, et à celui de la Guyane, créé le 20 mai 1785 pour composer le 111e régiment d'infanterie de ligne. Ce régiment est finalement formé le 15 mai 1793, après la rentrée en France des divers débris des troupes coloniales qui lui était destinés.
 
Le 111e régiment d'infanterie fait les campagnes de 1792, 1793 et 1794 à l'armée des côtes de Brest et à l'armée des côtes de l'Océan.
Lors de la réorganisation des corps d'infanterie français en 1793 :
- le 1er bataillon est amalgamé dans la 197e demi-brigade de première formation
- le 2e bataillon qui devait former le noyau de la  198e demi-brigade de première formation n'a pas été amalgamé.

## Numéros d'ordre des bataillons de chasseurs
À la suite du décret du 28 janvier 1791, l'Assemblée constituante qui venait d'ordonner la levée de 100 000 soldats auxiliaires résolut de réorganiser l'infanterie légère.

Le décret du 1er avril 1791 indique : « Les 12 bataillons sont conservés sous le nom de bataillons de Chasseurs. Ils quitteront leurs noms actuels et ne seront désignés à l'avenir que par les numéros du rang qu'ils occupent entre eux ».

### 1erchasseurs
Le 1er bataillon de chasseurs est formé des chasseurs royaux de Provence constitué le 13 mai 1788 à partir 1er bataillon du régiment Royal-Italien.
Historique
Le 1er bataillon de chasseurs fait les campagnes de 1792 et 1793 à l'armée des Pyrénées Occidentales et celle de 1794 à l'armée d'Italie.
Lors de la réorganisation des corps d'infanterie français en 1793 :
- le 1er bataillon de chasseurs est amalgamé dans la 1re demi-brigade légère de première formation

### 2echasseurs
Le 2e bataillon de chasseurs est formé des chasseurs royaux du Dauphiné constitué le 23 mai 1788 à partir 2e bataillon du régiment Royal-Italien.
Historique
Le 2e bataillon de chasseurs fait les campagnes de 1792 et 1793 à l'armée des Alpes.
Lors de la réorganisation des corps d'infanterie français en 1793 :
- le 2e bataillon de chasseurs est amalgamé dans la 2e demi-brigade légère de première formation

### 3echasseurs
Le 3e bataillon de chasseurs est formé des chasseurs royaux Corses constitué le 26 avril 1788 à partir 1er bataillon du régiment Royal-Corse.
Historique
Le 3e bataillon de chasseurs fait les campagnes de 1792 et 1793 à l'armée d'Italie.
Lors de la réorganisation des corps d'infanterie français en 1793 :
- le 3e bataillon de chasseurs est amalgamé dans la 3e demi-brigade légère de première formation

### 4echasseurs
Le 4e bataillon de chasseurs est formé des chasseurs Corses constitué le 26 avril 1788 à partir 2e bataillon du régiment Royal-Corse.
Historique
Le 4e bataillon de chasseurs fait les campagnes de 1792 et 1793 à l'armée des Alpes et celle de 1794 à l'armée du Rhin.
Lors de la réorganisation des corps d'infanterie français en 1793 :
- le 4e bataillon de chasseurs est amalgamé dans la 4e demi-brigade légère de première formation

### 5echasseurs
Le 5e bataillon de chasseurs est formé des chasseurs Cantabres constitué le 17 mars 1788 à partir du régiment de Montréal.
Historique
Le 5e bataillon de chasseurs fait les campagnes de 1792, 1793 et 1794 à l'armée des Pyrénées Occidentales.
Lors de la réorganisation des corps d'infanterie français en 1793 :
- le 5e bataillon de chasseurs est amalgamé dans la 5e demi-brigade légère de première formation

### 6echasseurs
Le 6e bataillon de chasseurs est formé des chasseurs Bretons qui avaient été constitués le 1er mai 1788 avec les compagnies d'infanterie attachées au régiment de chasseurs à cheval des Alpes.
Historique
Le 6e bataillon de chasseurs fait les campagnes de 1792, 1793 et 1794 à l'armée des Pyrénées Occidentales.
Lors de la réorganisation des corps d'infanterie français en 1793 :
- le 6e bataillon de chasseurs est amalgamé dans la 6e demi-brigade légère de première formation

### 7echasseurs
Le 7e bataillon de chasseurs est formé des chasseurs d'Auvergne qui avaient été constitués en 1788 avec les compagnies d'infanterie attachées au régiment de chasseurs à cheval des Pyrénées.
Historique
Le 7e bataillon de chasseurs fait les campagnes de 1792 et 1793 à l'armée du Rhin.
Lors de la réorganisation des corps d'infanterie français en 1793 :
- le 7e bataillon de chasseurs est amalgamé dans la 7e demi-brigade légère de première formation

### 8echasseurs
Le 8e bataillon de chasseurs est formé des chasseurs des Vosges qui avaient été constitués en 1788 avec les compagnies d'infanterie attachées au  régiment de chasseurs à cheval des Vosges.
Historique
Le 8e bataillon de chasseurs fait les campagnes de 1792, 1793 et 1794 à l'armée des Alpes.
Lors de la réorganisation des corps d'infanterie français en 1793 :
- le 8e bataillon de chasseurs est amalgamé dans la 8e demi-brigade légère de première formation

### 9echasseurs
Le 9e bataillon de chasseurs est formé des chasseurs des Cévennes qui avaient été constitués en 1788 avec les compagnies d'infanterie attachées au régiment de chasseurs à cheval des Cévennes.
Historique
Le 9e bataillon de chasseurs fait les campagnes de 1792 et 1793 à l'armée du Nord.
Lors de la réorganisation des corps d'infanterie français en 1793 :
- le 9e bataillon de chasseurs est amalgamé dans la 9e demi-brigade légère de première formation

### 10echasseurs
Le 10e bataillon de chasseurs est formé des chasseurs du Gévaudan qui avaient été constitués en 1788 avec les compagnies d'infanterie attachées au  régiment de chasseurs à cheval du Gévaudan.
Historique
Le 10e bataillon de chasseurs fait les campagnes de 1792 et 1793 à l'armée du Nord et celle de 1794 à l'armée de Sambre-et-Meuse.
Lors de la réorganisation des corps d'infanterie français en 1793 :
- le 10e bataillon de chasseurs est amalgamé dans la 10e demi-brigade légère de première formation

### 11echasseurs
Le 11e bataillon de chasseurs est formé des chasseurs des Ardennes qui avaient été constitués en 1788 avec les compagnies d'infanterie attachées au  régiment de chasseurs à cheval des Ardennes.
Historique
Le 11e bataillon de chasseurs fait les campagnes de 1792 et 1793 à l'armée du Rhin.
Lors de la réorganisation des corps d'infanterie français en 1793 :
- le 11e bataillon de chasseurs est amalgamé dans la 11e demi-brigade légère de première formation

### 12echasseurs
Le 12e bataillon de chasseurs est formé des chasseurs de Roussillon qui avaient été constitués le 17 mars 1788 avec les cadres de 2 compagnies du régiment Royal-Italien et 2 compagnie du régiment Royal-Corse complété par un recrutement d'hommes originaires du Roussillon et de la Cerdagne.
Historique
Le 12e bataillon de chasseurs fait les campagnes de 1792 et 1793 à l'armée du Rhin.
Lors de la réorganisation des corps d'infanterie français en 1793 :
- le 12e bataillon de chasseurs est amalgamé dans la 12e demi-brigade légère de première formation

### 13echasseurs
Le 13e bataillon de chasseurs est créé par décrets du 3 août 1791 à partir d'une grande partie de la garde nationale soldée de Paris qui avait été elle-même presque entièrement composée d'hommes venant du régiment licencié des Gardes françaises
Historique
Le 13e bataillon de chasseurs fait les campagnes de 1792 et 1793 à l'armée de la Moselle.
Lors de la réorganisation des corps d'infanterie français en 1793 :
- le 13e bataillon de chasseurs est amalgamé dans la 13e demi-brigade légère de première formation

### 14echasseurs
Le 14e bataillon de chasseurs est créé par décrets du 3 août 1791 à partir d'une grande partie de la garde nationale soldée de Paris qui avait été elle-même presque entièrement composée d'hommes venant du régiment licencié des Gardes françaises
Historique
Le 14e bataillon de chasseurs fait les campagnes de 1792 et 1793 à l'armée du Nord.
Lors de la réorganisation des corps d'infanterie français en 1793 :
- le 14e bataillon de chasseurs est amalgamé dans la 14e demi-brigade légère de première formation

### 15echasseurs
Le 15e bataillon de chasseurs est formé en février 1793 à partir des éléments restant de la dissolution des 2e, 3e et 4e bataillons de volontaires de Corse
Historique
Le 15e bataillon de chasseurs fait la campagne de 1793 en Corse et celle de 1794 à l'armée d'Italie.
Lors de la réorganisation des corps d'infanterie français en 1793 :
- le 15e bataillon de chasseurs est amalgamé dans la 15e demi-brigade légère de première formation

### 16echasseurs
Le 16e bataillon de chasseurs est formé en avril 1793 à partir des éléments provenant de la dissolution des 2e, 3e et 4e bataillons de volontaires de Corse et d'effectifs divers levés en Corse.
Historique
Le 16e bataillon de chasseurs fait les campagnes de 1793 et 1794 en Corse.
Lors de la réorganisation des corps d'infanterie français en 1793 :
- le 16e bataillon de chasseurs est amalgamé dans la 16e demi-brigade légère de première formation

### 17echasseurs
Le 17e bataillon de chasseurs est formé en février 1793 à partir des éléments provenant de la dissolution des 2e, 3e et 4e bataillons de volontaires de Corse et d'effectifs divers levés en Corse.
Historique
Le 17e bataillon de chasseurs se disperse dès son débarquement à Nice.
Lors de la réorganisation des corps d'infanterie français en 1793 :
- Ayant prématurément disparu, le 17e bataillon de chasseurs qui devait former le noyau de la 17e demi-brigade légère de première formation n'a pas été amalgamé.

### 18echasseurs
Le 18e bataillon de chasseurs est formé à partir des éléments provenant de la dissolution des 2e, 3e et 4e bataillons de volontaires de Corse et d'effectifs divers levés en Corse.
Historique
Le 18e bataillon de chasseurs fait les campagnes de 1793 et 1794 en Corse.
Lors de la réorganisation des corps d'infanterie français en 1793 :
- le 18e bataillon de chasseurs est amalgamé dans la 18e demi-brigade légère de première formation

### 19echasseurs
Le 19e bataillon de chasseurs est formé le 27 février 1793 est formé avec les 6 compagnies des chasseurs de la Meurthe.
Historique
Le 19e bataillon de chasseurs fait les campagnes de 1793 et 1794 dans l'armée de l'Ouest et combat en Vendée.
Lors de la réorganisation des corps d'infanterie français en 1793 :
- le 19e bataillon de chasseurs est amalgamé dans la 19e demi-brigade légère de première formation

### 20echasseurs
Le 20e bataillon de chasseurs est formé en mars 1793 avec :
- 1 compagnie franche de Marseille
- 2 compagnies des Chasseurs de la Haute-Garonne
- 2 compagnies des Chasseurs de l'Hérault
- 2 compagnies des Chasseurs de l'Aude
- 2 compagnies des Chasseurs du Midi
- 6 compagnies du 3e bataillon de Paris de seconde formation

Historique
Le 20e bataillon de chasseurs fait les campagnes de 1793 et 1794 aux armées d'Italie et des Pyrénées Occidentales.
Lors de la réorganisation des corps d'infanterie français en 1793 :
- le 20e bataillon de chasseurs est amalgamé dans la 20e demi-brigade légère de première formation

### 21echasseurs
Le 21e bataillon de chasseurs est formé le 3 mai 1793 avec :
- le bataillon franc de Muller (bataillon Suisse) qui avait été organisé le 21 août 1792 avec :
  - le 1er bataillon franc du Nord et
  - 4 compagnies formées avec les Suisses des régiments licenciés.

Historique
Le 21e bataillon de chasseurs fait les campagnes de 1793 et 1794 à l'armée du Nord.
Lors de la réorganisation des corps d'infanterie français en 1793 :
- le 21e bataillon de chasseurs est amalgamé dans la 21e demi-brigade légère de première formation

## Cavalerie
Avant la Révolution française, la cavalerie se composait de carabiniers, de cavalerie légère, de dragons, de hussards et de chasseurs à cheval. 

L'ordonnance du 1er janvier 1791, concerne également la cavalerie. Elle fait également disparaître les anciennes désignations et elle prescrit qu'à l'avenir les régiments de cavalerie, de hussards, de dragons et de chasseurs quitteront leurs noms pour n'être plus désignés que par le numéro du rang qu'ils occupaient entre eux.